# Libéraux d'Andorre
Libéraux d'Andorre (en catalan : Liberals d'Andorra), ou Parti libéral d'Andorre (anciennement Union libérale), est un parti politique d'Andorre d'inspiration libérale fondé en 1992. Il est membre du Parti de l'Alliance des libéraux et des démocrates pour l'Europe (ALDE) et de l'Internationale libérale.
Au pouvoir entre 1997 et 2009, il est membre de la coalition majoritaire Démocrates pour Andorre aux élections législatives de 2011. À l'issue de ces élections une partie de ses membres refuse l'unification de la coalition et réactive le parti. Aux élections législatives de 2015, les Libéraux arrivent en deuxième position avant d'entamer une diminution de leurs scores. Aux élections législatives de 2023, le parti réalise un accord national avec Démocrates pour Andorre mais n'obtient aucun siège.

## Histoire
Fondé en 1992 par Marc Forné Molné sous le nom d'Union libérale, le parti devient le deuxième du pays lors des élections législatives de 1993 en obtenant 22 % des voix.
Il remporte les élections de 1997, 2001 et 2005, et ses présidents Marc Forné Molné puis Albert Pintat Santolària sont successivement chefs du gouvernement entre 1994 et 2009. En 2001, il prend le nom de Parti libéral d'Andorre (en catalan : Partit Liberal d'Andorra).
En mars 2009, l'exécutif du parti annonce son alliance avec d'autres partis de centre droit pour former la Coalition réformiste pour les élections législatives du mois d'avril. Cependant, ils sont battus par les sociaux-démocrates dirigés par Jaume Bartumeu Cassany qui devient le nouveau chef du gouvernement. Les libéraux, désormais dans l'opposition, portent alors Enric Pujal à leur tête.
Pour les élections législatives du 3 avril 2011, une nouvelle alliance électorale est formée pour succéder à la Coalition réformiste, baptisée Démocrates pour Andorre (DA). Autour du PLA s'y retrouvent également le Nouveau Centre (NC), le Parti réformiste d'Andorre (PRA) et le soutien de l'Union Laurediana (UL). Sous la conduite d'Antoni Martí, militant du Parti libéral, ils remportent ce scrutin avec 20 sièges sur 28. Le 30 septembre 2011, les composantes de la coalition décident de fusionner pour former un nouveau parti politique, qui reprend le nom de la coalition Démocrates pour Andorre et présidé par Antoni Martí. Certains militants du Parti libéral refusent la dissolution du mouvement et indiquent la volonté de se présenter aux prochaines législatives sous l'étiquette libérale. En 2012, ils décident de réactiver le parti,.
Ils se présentent sous le nom de Libéraux d'Andorre aux élections législatives du 1er mars 2015, où ils obtiennent 27,8 % des voix et forment, avec leurs huit sièges, le deuxième groupe du Conseil général.
Le parti traverse actuellement une période de crise marquée par de mauvais scores. Il fait face à une grave scission en juin 2022. La victoire de Josep Maria Cabanes à la primaire de la direction du parti par une voix d'avance mène au départ de ses quatre conseillers, dont la ministre Judith Pallarés, qui fonde quelques mois plus tard le parti Action pour Andorre,. Aux élections de 2023, le parti participe à la coalition de centre-droit dirigé par Démocrates pour Andorre. La coalition présente des candidats communs dans plusieurs paroisses, tout en conservant leur propre listes dans la circonscription nationale. À la suite du scrutin, le parti n'obtient aucun siège. Toutefois, la démission de Conxita Marsol pour occuper un poste ministériel ouvre la voie à l'entrée de Víctor Pintos au parlement, il siège alors comme non-inscrit,. En mai 2023, lors du congrès du parti, seuls 25 membres étaient présents. Le parti se trouve également dans une situation financière précaire, accumulant une dette héritée de la période précédant sa refondation s'élevant à 173 000 euros.

## Organisation interne
| Période     | Nom                      |
| ----------- | ------------------------ |
| 1992-2005   | Marc Forné Molné         |
| 2005-2009   | Albert Pintat Santolària |
| 2009-2011   | Enric Pujal              |
| Depuis 2012 | Jordi Gallardo Fernàndez |

## Résultats électoraux
| Année | Tête de liste                           | Circonscription nationale               | Circonscription nationale               | Sièges                  |
| Année | Tête de liste                           | Voix                                    | %                                       | Sièges                  |
| ----- | --------------------------------------- | --------------------------------------- | --------------------------------------- | ----------------------- |
| 2005  | Aucune                                  | 5 100                                   | 41,21                                   | 11 / 28                 |
| 2009  | Coalition réformiste                    | Coalition réformiste                    | Coalition réformiste                    | Coalition réformiste    |
| 2009  | Joan Gabriel i Estany                   | 4 747                                   | 32,34                                   | 11 / 28                 |
| 2011  | Démocrates pour Andorre                 | Démocrates pour Andorre                 | Démocrates pour Andorre                 | Démocrates pour Andorre |
| 2011  | Antoni Martí                            | 8 553                                   | 53,26                                   | 20 / 28                 |
| 2015  | Josep Pintat Forne                      | 4 073                                   | 27,68                                   | 8 / 28                  |
| 2019  | Jordi Gallardo Fernàndez                | 2 219                                   | 12,48                                   | 4 / 28                  |
| 2023  | Au sein de la coalition de centre-droit | Au sein de la coalition de centre-droit | Au sein de la coalition de centre-droit | 0 / 28                  |
| 2023  | Josep Maria Cabanes                     | 6 262                                   | 32,66                                   | 0 / 28                  |

| Année | Voix  | %     | Sièges  |
| ----- | ----- | ----- | ------- |
| 2015  | 3 498 | 26,14 | 10 / 80 |